# Valdoviño
Valdoviño ist eine spanische Küstengemeinde im Nordosten Galiciens.
Die Küstenlinie der Gemeinde erstreckt sich vom Strand von Campelo bis zur Ría von Cedeira. Die Strände der Gemeinde sind bei Naturliebhabern und bei Wellensurfern beliebt. Die Lagune von Frouxeira mit ihrem 3,5 km langen Strand und ihren Dünen ist ein wichtiges Ökosystem. Sie ist Rastzone zahlreicher Zugvögel und Brutgebiet verschiedener Vogelarten. Am Strand von Pantín treffen sich seit 1988 alljährlich die Surfer zum internationalen Wettbewerb Pantín Classic.

## Gemeindegrenze
Nachbargemeinden Valdoviños sind im Norden Cedeira, im Süden Narón und im Osten Cerdido sowie San Sadurniño. Im Westen stößt die Gemeinde an den Atlantischen Ozean.

## Bevölkerungsentwicklung der Gemeinde
Quelle: INE-Archiv – grafische Aufarbeitung für Wikipedia

## Gemeindegliederung
Die Gemeinde Valdoviño ist in acht Parroquias gegliedert:
| Parroquias | Patrozinium | Einwohner 2024 | Fläche km² | Dichte Einw./km² | Höhe msnm | Ortskennzahl |
| ---------- | ----------- | -------------- | ---------- | ---------------- | --------- | ------------ |
| Lago       | Santiago    | 1.145          | 10,06      | 114              | 24        | 15087010000  |
| Loira      | San Pedro   | 202            | 9,44       | 21               | 73        | 15087020000  |
| Meirás     | San Vicente | 1.423          | 11,98      | 119              | 28        | 15087040000  |
| Pantín     | Santiago    | 587            | 12,74      | 46               | 30        | 15087050000  |
| O Sequeiro | Santa María | 661            | 7,09       | 93               | 56        | 15087060000  |
| Valdoviño  | Santalla    | 2.383          | 17,95      | 133              | 102       | 15087070000  |
| Vilaboa    | San Vicente | 177            | 9,64       | 18               | 197       | 15087080000  |
| Vilarrube  | San Martiño | 311            | 8,92       | 35               | 150       | 15087090000  |

## Geschichte

### Frühgeschichte
Vermutlich ließen sich im 4. Jahrtausend vor Christus die ersten Ansiedler im heutigen Gemeindegebiet nieder. Aus jener Zeit wurden eine Reihe von Begräbnisstätten entlang des heutigen Pilgerpfades von Sankt Andreas gefunden.
Zahlreiche Überreste von befestigten kleinen Zentren, den Castros, zeugen von der Bedeutung der Gegend. Die Wirtschaft beruhte auf einer Sammlerkultur in Verbindung mit einer einfachen Landwirtschaft mit rudimentären Werkzeugen. Die Menschen gehörten zum keltischen Volk der Artabrer, die damals eine politische Einheit in Galicien bildeten. Die Castros von Valdoviño verteilen sich auf zwei geografische Zonen. In der westlichen Ebene konzentrieren die Siedlungen sich in Nähe der fruchtbaren Niederungen. In der höher gelegenen Zone im Osten liegen die Castros weiter verstreut; verteilt auf die engen Täler in Küstennähe.

### Römerzeit
Die Gold-, Silbervorkommen und Zinnvorkommen förderten in der Römerzeit die Entwicklung der Gegend. Der tiefgreifende Wandel umfasste die Art und Lage der Siedlungen und die meisten Aspekte des sozialen und kulturellen Lebens. Der Wandel zeigt sich am deutlichsten in der Ortschaft O Poulo, wo Überreste eines Komplexes von landwirtschaftlichen und Wehrgebäuden neben denen der primitiven Vorgängersiedlung erhalten sind. Vom dritten bis zum ersten vorchristlichen Jahrhundert entstanden neue Städte und Ansiedlungen in der Region. Bekannt sind beispielsweise Libunca und Adobrica. Der Historiker Leandro Saralegui hält es für möglich, dass Adobrica im heutigen Valdoviño lag; die umfangreichen römischen Ruinen in O Poulo seien ein Indiz. Souto Vizoso weist auf die zahlreichen Funde von römischen Münzen, Ziegeln, Keramik und Schmuck hin.
Im dritten und vierten Jahrhundert nach Christus entwickelte sich eine neue, weiter verstreute Siedlungsform, die Villae als Familienhäuser landwirtschaftliche Güter. Die Siedlungen lagen am Hang oder in den sonnigsten Lagen.

### Mittelalter
Anfang des 12. Jahrhunderts wurden die Kirchen von San Mamede und Santa Eulalia inmitten kleiner Ansiedlungen erbaut. Wenig später folgten Sequeiro, Lourido, Lago, Timiraos, As Neves, Taraza und Valdetires. In dieser mittelalterlichen Epoche verteilte sich die Bevölkerung auf kleine Ortschaften mit ihren landwirtschaftlichen Terrassen und Feldern. Das typische dörfliche Anwesen bestand aus einem Haus mit Garten. Loira, Crecente, Sequeiro und Frádigas sind Beispiele solcher Dörfer.
In der tiefen Religiosität dieser Zeit entstand der Pilgerpfad von Santo André de Teixido. Um ihn herum wuchs eine Infrastruktur für die Pilger und Händler. Adelsfamilien wie Mandiá, Lago, Piñeiro und Andrade hatten die Herrschaft über einen weiteren wichtigen Wirtschaftszweig: die Fischerei. Zisterzienser-Mönche entwickelten Techniken zur Fischkonservierung. Ende des 13. Jahrhunderts gab es in O Porto eine Fabrik zum Zerlegen und Einsalzen von Walfleisch. Ab 1369 ging die Herrschaft von der Adelsfamilie Traba auf die Andrade über.

### Die Gründung des Ortes Valdoviño
1733 übernahm das spanische Königshaus den Besitz von den Andrade. Mehr als 100 Jahre später, im Jahr 1856, versteigerte das Königshaus die Lagune von Valdoviño samt Umgebung. José Pardo Bazán, Vater der Schriftstellerin Emilia Pardo Bazán, ersteigerte den Besitz für 91.000 Reales. Es entstanden die Dörfer Valdoviño und Pantín, wahrscheinlich zunächst nicht unter diesem Namen. Am 20. Juni 1856 wurde das Rathaus von Valdoviño durch ein Bulletin der Provinzregierung in A Coruña offiziell gegründet. Es hatte seinen Sitz in San Bartolomé de Lourido, in einem Gebäude, das später zum Gefängnis umgewidmet wurde. Schriftdokumente, die einen Bürgermeister benennen, sind erst ab 1840 überliefert. Das erste dieser Dokumente nennt José Sanjurjo Montenegro.
Die weitere Gemeindegeschichte verlief ohne einschneidende Ereignisse, bis 1890 eine Gruppe von Händlern aus A Coruña einreiste, um die Mitglieder der liberalen Partei zum Schweigen zu bringen.

### Jüngste Geschichte

#### Technische und kulturelle Entwicklung

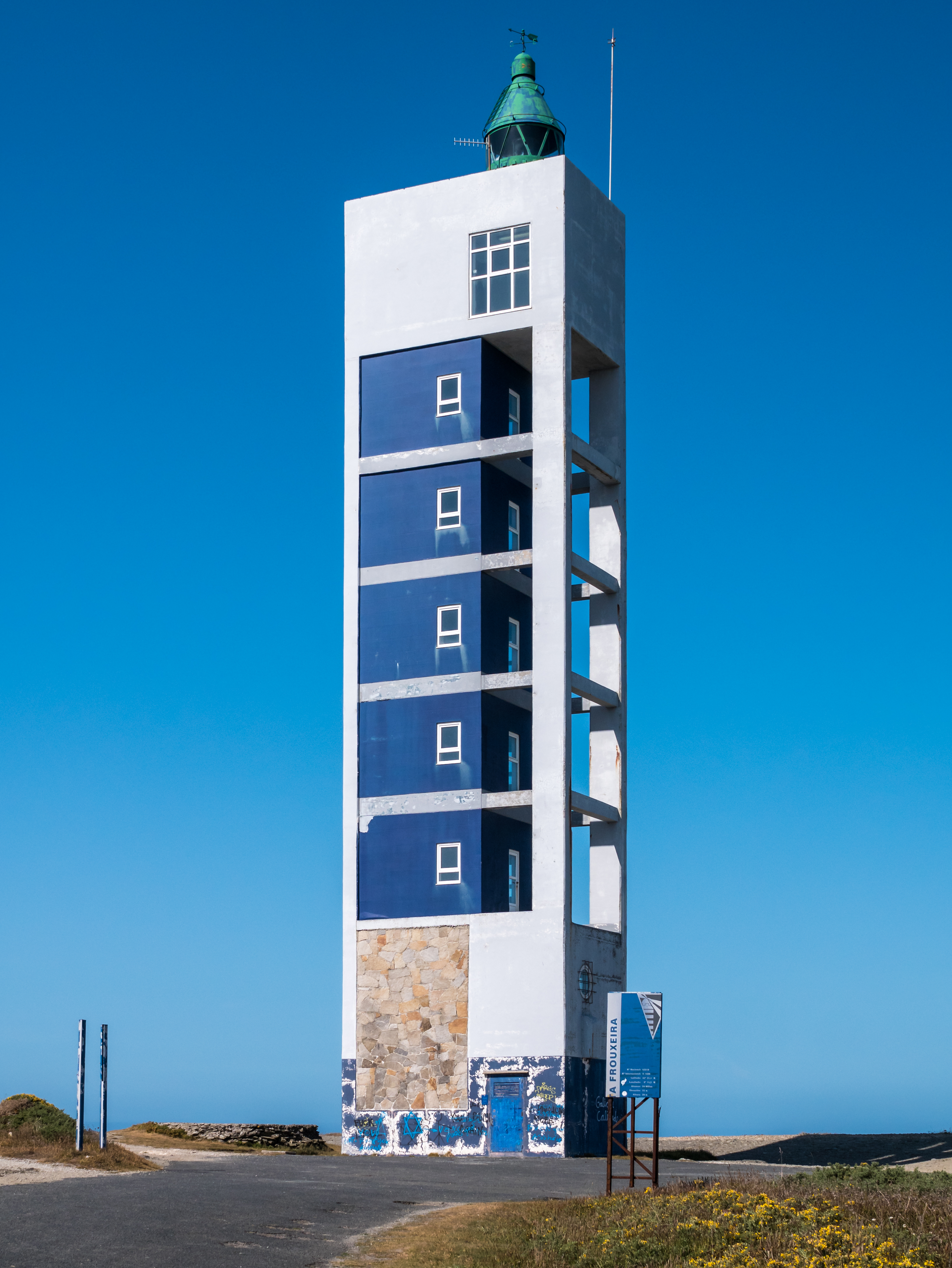
Leuchtturm Punta Frouxeira

Der industrielle Wandel zu Beginn des 20. Jahrhunderts schlug sich auch in Valdoviño nieder. Das Automobil trat in Erscheinung; ab 1915 wurde es für den Transport von Post von und nach Ferrol genutzt. 1917 wurde, gefördert durch eine Spende der Familie Pardo Bazán in Höhe von 300 Peseten, die Schule in Lago gegründet. Im selben Jahr wurde in Meirás die Sociedad de Seguros del Ganado gegründet, die sich ein Jahr später in Sindicato Católico Agrario umbenannte und 1940 in Cooperativa de Meirás. Schon seit ihrer Gründung vergibt sie Kredite, was in jener Zeit nicht üblich war.
Ende der 1920er Jahre wurde eine große militärische Verteidigungsstellung bei Campelo aufgebaut, mit 17 Meter langen Vickers-Kanonen vom Kaliber 38,1. Etwas mehr als 10 Jahre später wurden diese Kanonen wieder abgebaut, nach Algeciras geschafft, und durch Flaks ersetzt. Ab 1930 wurde in einem Bergwerk in Valdoviño Silber-, Gold- und Arsen-haltiger Pyrit abgebaut. Einige Jahre später wurde dieser Abbau wieder eingestellt.
Die Gemeinde wuchs, und die Puerta del Sol entwickelte sich zum Verkehrsknoten. 1942 wurden dort die ersten drei Straßenlaternen installiert. Mitte der 1960er Jahre wurden die ersten Bürgersteige an der Puerta del Sol gebaut.
1948 wurden die ersten Kinos in Valdoviño eröffnet. 1950 eröffnete das Paraíso in Lanzós mit einem Film mit Xan das Bolas. Der Projektor bezog seinen Strom von einem Mini-Wasserkraftwerk, das der Besitzer in der Nähe eingerichtet hatte. Der Kinosaal, ein früherer Gemeinderaum, schloss 1963. Die entstandene Lücke wurde 1964 durch das mit der Eröffnung Puerta del Sol geschlossen. In den 10 Jahren seines Bestehens widmete es sich hauptsächlich Retrospektiven mit Berühmtheiten der damaligen Zeit wie Pepe Blanco, Pepe Mairena und Antonio Machín. Das Kino in der Cooperativa de Meirás war bis 1973 in Betrieb. Das größte Kino in der Gemeinde, das Robles, schloss zu Weihnachten 1978.
1974 wurde die Kläranlage bei As Forcadas erbaut, 1977 die Markthalle, und 1994 das Kulturhaus sowie der Leuchtturm von A Frouxeira.

#### Politische Entwicklung
Als 1931 die Zweite Spanische Republik ausgerufen wurde, akzeptierte Valdoviño früher als andere Gemeinden die politischen Gegebenheiten und übernahm die neue republikanische Fahne. Bereits am 11. April jenes Jahres fand eine Versammlung statt, auf der dies beschlossen wurde. Am folgenden Tag fanden Kommunalwahlen statt, und am 15. April trat der republikanische Bürgermeister José López Rodríguez sein Amt an. Der Schriftsteller und spätere chilenische Präsidentschaftskandidat Augusto d’Halmar beglaubigte diesen Akt. Die politische Instabilität jener Jahre führte jedoch dazu, dass sich die Gemeinde entzweite. Von Oktober bis Dezember 1934 gab es zwei Gemeinden, zwei Rathäuser und zwei Bürgermeister. Der Provinzgouverneur setzte dem ein Ende. Infolge des spanischen Bürgerkrieges mussten der letzte republikanische Bürgermeister Frutos Burgos und sein Stellvertreter Reinaldo Sarria Delgado fliehen. Auch eine Reihe von Lehrern wurden entlassen.
Auch in den Jahren der Franco-Diktatur wechselte das Rathaus noch mehrmals seinen Standort zwischen den Ortschaften Pazos und Lanzós. 1966 wurde schließlich das heutige Rathaus eröffnet. 1979 zog dort Manuel Villarnovo Martínez als erster Bürgermeister unter der neuen demokratischen Verfassung ein. Mit Elisa Garrido Cantarero wurde 1995 zum ersten Mal eine Frau als Bürgermeisterin Valdoviños gewählt.

## Wirtschaft
| Ackerbau, Viehzucht und Fischerei                                                  | 093   | 04,03  |
| Industrie                                                                          | 0406  | 017,61 |
| Bauwirtschaft                                                                      | 0216  | 09,37  |
| Dienstleistungsbetriebe                                                            | 1.590 | 068,98 |
| Total                                                                              | 2.305 | 100,00 |
| * Daten aus dem Statistischen Amt für Wirtschaftliche Entwicklung in Galicien, IGE |       |        |

## Valdoviño im Film
Die Außenszenen des Films Der Tod und das Mädchen von Roman Polanski wurden an Laguna de A Frouxeira gedreht.